# Altes Gebäu
Altes Gebäu est un bâtiment situé dans la vieille ville grisonne de Coire, en Suisse.

## Histoire
La maison a été construite par l'architecte David Morf entre 1727 et 1730 pour le compte de Peter von Salis. La date de l'inauguration varie selon les sources entre 1730 ou 1731, la première date correspondant probablement à la finition du bâtiment principal. Celui-ci a été bâti sur les lieux occupés précédemment par le couvent de Saint-Nicolai dont les bâtiments, et en particulier l'auberge appelée  « Staubiger Hut » où fut assassiné le pasteur Georg Jenatsch, furent détruits pendant le XVIIe siècle.
Adjacent à la maison se trouve le parc Fontana, également développé à la demande de Peter von Salis. Les deux parcelles, séparées au départ, furent ensuite réunies et entourées d'un mur d'enceinte.
Propriété de la banque cantonale des Grisons depuis 1956, la propriété a été entièrement rénovée en 2012. Le bâtiment, de même que le parc Fontana, est inscrit comme bien culturel suisse d'importance nationale et sert aujourd'hui de siège au Tribunal cantonal et au Tribunal de la région de Plessur.

## Source
- (de) Cet article est partiellement ou en totalité issu de l’article de Wikipédia en allemand intitulé « Altes Gebäu (Chur) » (voir la liste des auteurs).